# 1940 en science
| Années de la science : 1937 - 1938 - 1939 - 1940 - 1941 - 1942 - 1943    |
| Décennies de la science : 1910 - 1920 - 1930 - 1940 - 1950 - 1960 - 1970 |

Cet article présente les faits marquants de l'année 1940 en science.

## Événements
- 27 juin :
  - création de la Commission nationale de recherche pour la défense (NDRC) américaine, sous la direction de Vannevar Bush[1].
  - création en France de l'Institut géographique national[2].
- 10 août : première réunion de la Mission Tizard crée dans le but d'établir une coopération scientifique et technique entre le Royaume-Uni et les États-Unis[3].

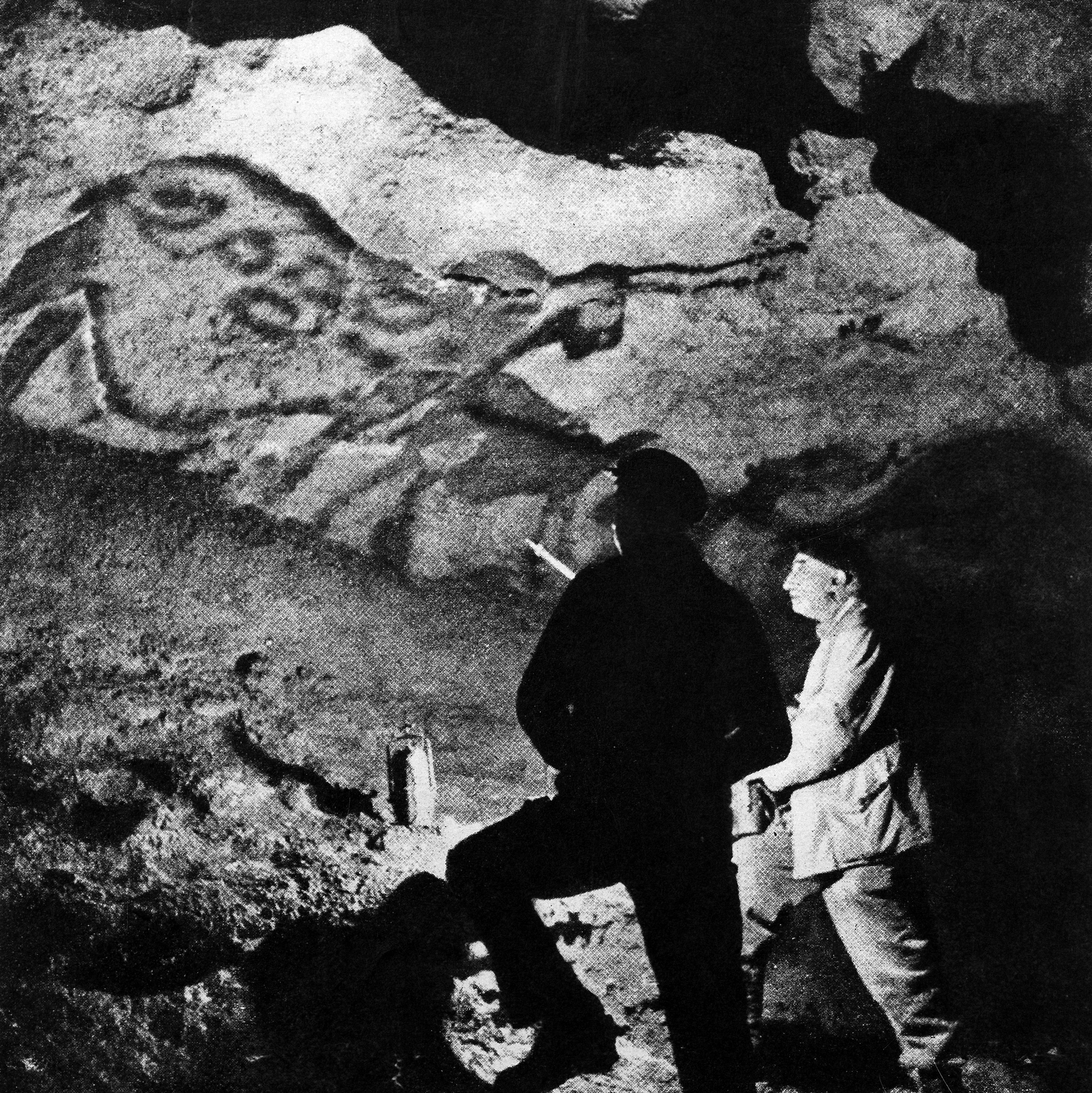
L'abbé Breuil à la grotte de Lascaux.

- 8 septembre : Marcel Ravidat découvre la grotte de Lascaux sur la commune de Montignac en Dordogne[4].

### Sciences de la vie
- Janvier : dans une courte note[5]l’immunologiste américain d’origine autrichienne Karl Landsteiner et le biologiste américain A. S. Wiener décrivent leur découverte du facteur Rhésus, qui régit la compatibilité entre les sangs humains[6].

- 25 mai : à Oxford, le pathologiste australien Howard Florey et ses collaborateurs expérimentent sur trois souris de la pénicilline purifiée et stabilisée. Cette réussite ouvre la possibilité de produire industriellement de la pénicilline[7].

- Les zoologistes américains Donald Griffin et Robert Galambos annoncent la découverte de l'écholocalisation des chauves-souris[8].
- Les microbiologistes américains Selman Waksman et Harold Boyd Woodruff isolent l'actinomycine D, un antibiotique polypeptidique anticancéreux[9].

### Sciences physiques
- 13 février : rapport de Frédéric Joliot-Curie au ministre de l'armement  français Raoul Dautry sur la nécessité d'obtenir de l'eau lourde pour l'utiliser comme modérateur de réaction nucléaire en chaîne. Le 26 février Raoul Dautry envoie en mission en Norvège Jacques Allier qui obtient le 4 mars d'Axel Aubert 185 litres d'eau lourde de la société Norsk Hydro qui sont convoyés de l'usine de Vemork vers la France[10].

- 27 février : découverte du carbone 14 par le chimistes américains Martin Kamen et Samuel Ruben[11].
- 28 et 29 février : Le physicien John R. Dunning (en) de l'Université Columbia, collaborateur de Niels Bohr, parvient pour la première fois à séparer l’uranium 235 et l’uranium 238, un progrès déterminant pour les travaux sur la fission nucléaire[12].

- 19 mars : le mémorandum de Frisch et Peierls sur la petite masse critique d'uranium 235 permettant d'envisager une bombe A aéroportée est transmit à Henry Tizard[13].

- 10 avril : première réunion de la commission MAUD[3].
- 20 avril : présentation publique à Philadelphie du microscope électronique par le physicien Vladimir Zvorykin de RCA permettant de grossir 100 000 fois[14].
- 28 avril : deuxième réunion du Comité consultatif pour l'uranium qui réunit Alexander Sachs, les physiciens Eugene Wigner, George B. Pegram (en), Enrico Fermi, Leó Szilárd, Lyman James Briggs l'amiral Harold G. Bowen Sr. (en), le colonel Keith C. Adamson et le commandant Gilbert C. Hoover (en) pour planifier un programme de recherche en vue d’obtenir une réaction de fission nucléaire sur une masse importante d’uranium[15].

- 12 juin : Vannevar Bush propose au président Roosevelt la création de la NDRC[3].

- 27 mai : les physiciens de l'université de Berkeley Edwin McMillan et Philip Abelson publient leur découverte du neptunium, premier élément transuranien, dans la Physical Review[16].
- 18 juin : les physiciens du « groupe de Paris » Hans Halban et Lew Kowarski s’embarquent en direction de Southampton où il convoient la totalité du stock mondial d’eau lourde, nécessaire à la recherche nucléaire. Ce stock, cédé par la Norsk Hydro, échappe ainsi aux Allemands[10].

- 19 septembre : la mission Tizard présente aux américains les avancées britanniques sur le magnétron à cavités lors d'une réunion au Wardman Park Hotel de Washington[17].

- Septembre : l'espion britannique John Cairncross, allias « Liszt », transmet le rapport de la commission MAUD à la NKVD[18].

- 15 octobre : dans un article publié dans la Physical Review, les physiciens Dale R. Corson, Kenneth Ross MacKenzie et Emilio Segrè de l'université de Berkeley annoncent qu'ils ont synthétisé pour la première fois l'Astate (At), élément chimique de numéro atomique 85[19].

- 14 décembre : Glenn T. Seaborg, Edwin McMillan, Joseph W. Kennedy et Arthur Wahl isolent le plutonium[20].

- Décembre : le physicien Francis Simon montre la possibilité de l'enrichissement de l'uranium par diffusion gazeuse[21].

### Technologie
- 5 janvier : la Commission fédérale américaine des communications fait une première démonstration de la radio FM mise au point par Edwin Howard Armstrong[22].
- 8 janvier : l'équipe du chercheur américain George Stibitz (en) achève un « calculateur de nombres complexes », construit aux laboratoires Bell. Il est présenté le 11 septembre lors du congrès de l'American Mathematical Society à Dartmouth College, dans l'État du New Hampshire[23].
- 15 mai : première mise en vente des bas nylon, marque déposée par « Dupont de Nemours » - 72 000 paires sont vendus en huit heures à New York[24].

- 8 août : les mathématiciens britanniques Alan Turing et William Gordon Welchman achèvent à Bletchley Park la conception de la « bombe cryptologique » destinée à décrypter les signaux de la machine Enigma[25].
- 28 août : la CBS (Columbia Broadcasting System) annonce à New York la mise au point d’un système de télévision couleur. Une démonstration est faite le 4 septembre[26].

- 21 septembre : premier essai à Fort Holabird du prototype de Jeep, un véhicule à quatre roues motrices réalisé par Karl Probst pour American Bantam[27].

- 7 novembre : le pont du détroit de Tacoma s'effondre à cause de problèmes vibratoires quatre mois après son inauguration[28].

- L'entrepreneur américain Henry Kaiser applique la préfabrication à la construction des navires[29].

## Publications
- Curtis P. Clausen (en) : Entomophageus Insects, un ouvrage fondateur sur la lutte biologique.
- (en) Louis Plack Hammett, Physical Organic Chemistry : Reaction Rates, Equilibria, and Mechanisms, New York, McGraw-Hill, 1940, 1re éd., 404 p.

## Prix
- Prix Nobel
  - Physique : Non décerné
  - Chimie : Non décerné
  - Physiologie ou médecine : Non décerné

- Médailles de la Royal Society
  - Médaille Copley : Paul Langevin
  - Médaille Darwin : James Peter Hill
  - Médaille Davy : Harold Clayton Urey
  - Médaille Hughes : Arthur Compton
  - Médaille royale : Francis Hugh Adam Marshall, Patrick Blackett
  - Médaille Rumford : Karl Manne Georg Siegbahn
  - Médaille Sylvester : Godfrey Harold Hardy

- Médailles de la Geological Society of London
  - Médaille Lyell : Herbert Leader Hawkins
  - Médaille Murchison : Arthur Holmes
  - Médaille Wollaston : Henry Woods

- Prix Jules-Janssen (astronomie) : non décerné
- Médaille Bruce (Astronomie) : Frederick Hanley Seares
- Médaille Linnéenne : Sir Arthur Smith Woodward

## Naissances

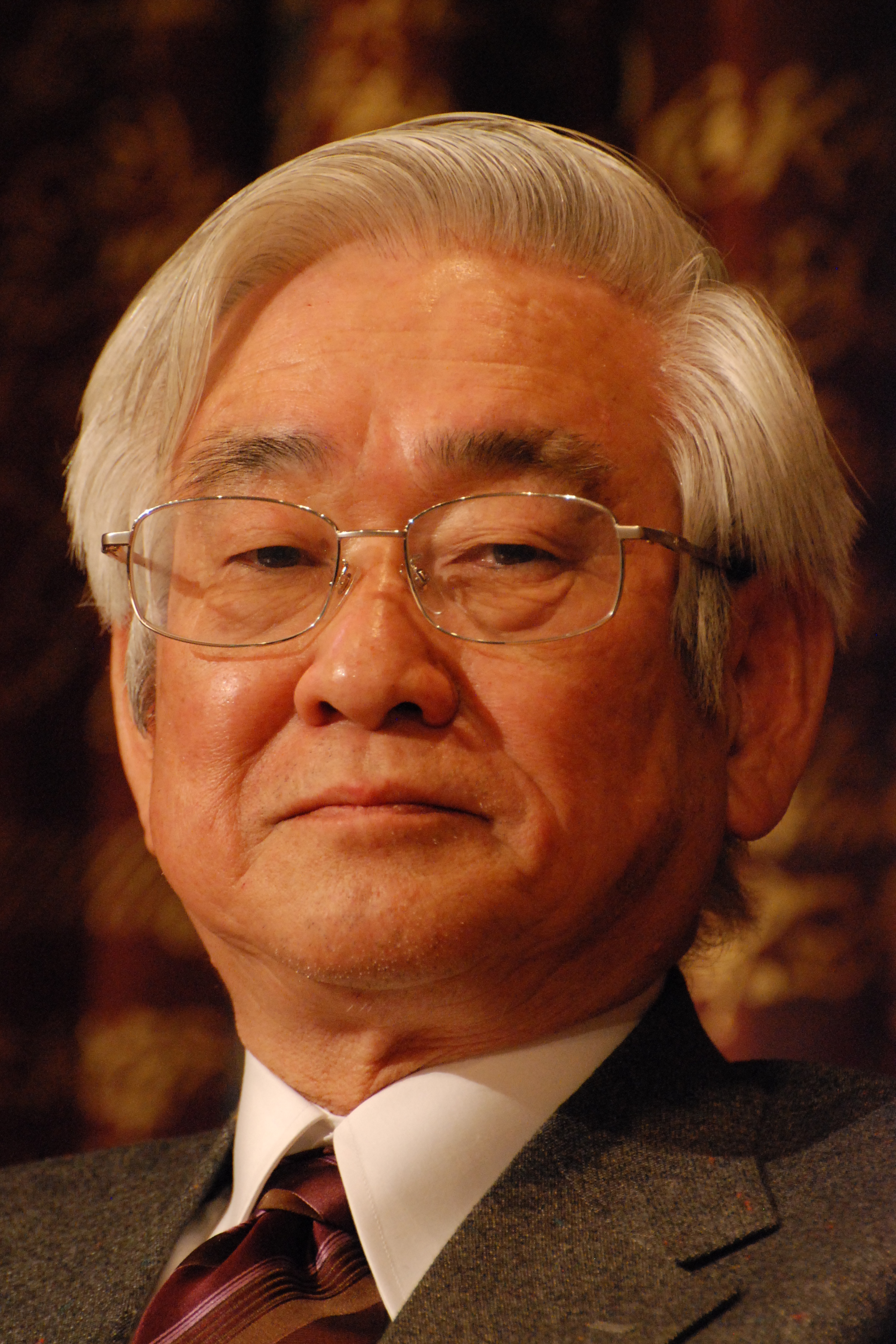
Toshihide Maskawa

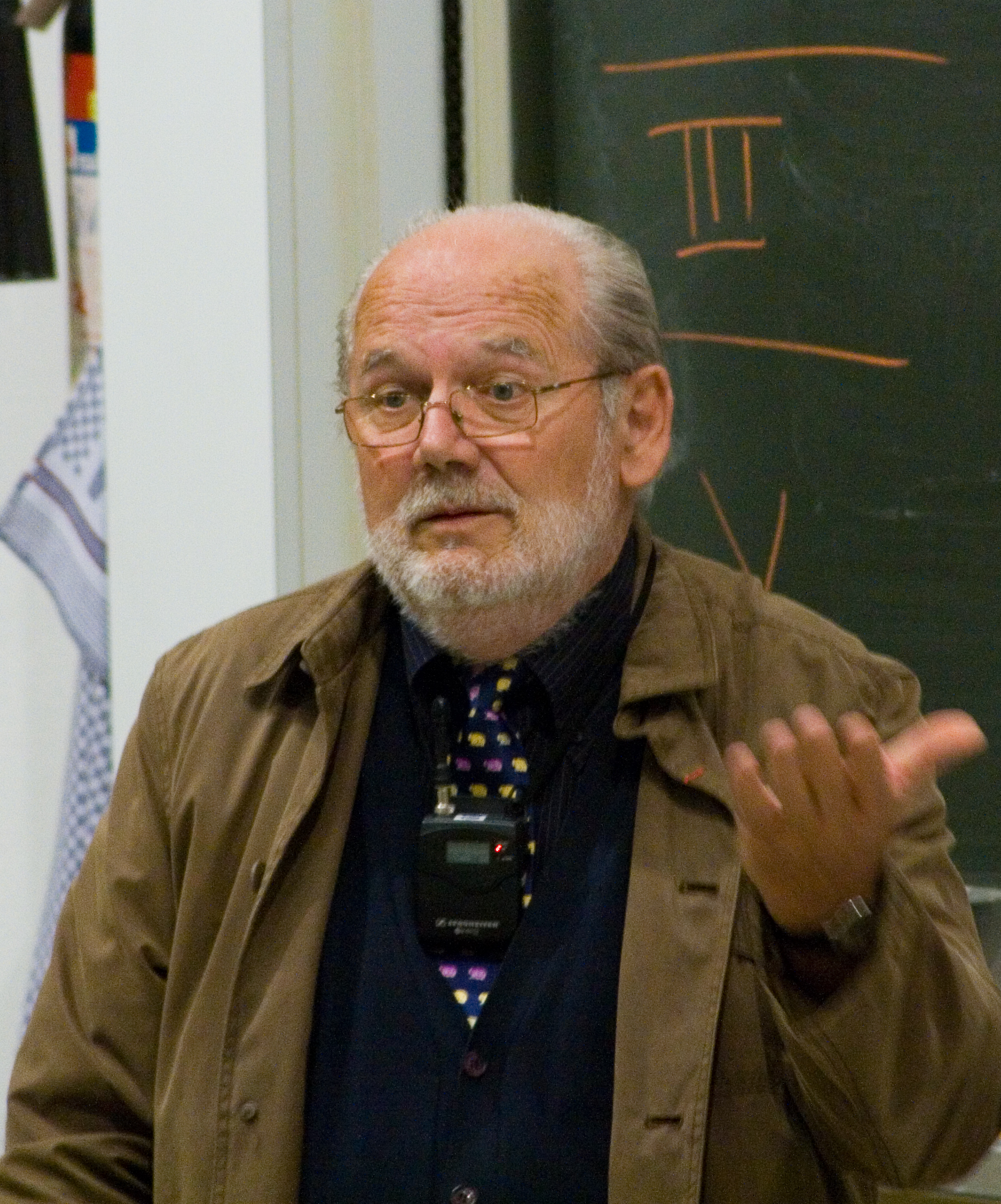
Michel Brunet

- 2 janvier : Sathamangalam R. Srinivasa Varadhan, probabiliste américain d'origine indienne.
- 4 janvier : Brian David Josephson, physicien britannique, prix Nobel de physique en 1973.
- 15 janvier : David Dolphin, biochimiste canadien.
- 16 janvier : Reinhart Ahlrichs, chimiste théoricien allemand.
- 29 janvier : Adriana Hoffmann (morte en 2022), botaniste chilienne.

- 7 février : Toshihide Maskawa, physicien japonais, prix Nobel de physique en 2008.
- 8 février :
  - François Bizot, anthropologue français.
  - Bohdan Paczyński (mort en 2007), astronome polonais.
- 26 février : Volker Michael Strocka, archéologue classique allemand.

- 7 mars : Viktor Savinykh, cosmonaute soviétique.
- 20 mars : Jean Serra, mathématicien et ingénieur français.
- 25 mars : Jean Ichbiah (mort en 2007), informaticien français.

- 6 avril : Michel Brunet, paléontologue français.
- 7 avril :
  - Daniel Prévot (mort en 2016), mathématicien, spéléologue et lichénologue français.
  - Gérard Langlet (mort en 1996), informaticien français.
- 18 avril : 
  - Alain Desrosières (mort en 2013), sociologue, statisticien et historien des statistiques français.
  - Joseph Goldstein, généticien américain, prix Nobel de physiologie ou médecine en 1985.
- 25 avril : Philippe Taquet, paléontologue français.
- 17 mai : Alan Kay, informaticien américain.
- 20 mai : Otto Rössler, biochimiste et scientifique allemand.

- 1er juin : Kip Thorne, physicien théoricien américain.
- 8 juin : Jean-François Bach (mort en 2023), immunologiste français.
- 19 juin : André Laronde (mort en 2011), archéologue et helléniste français.
- 21 juin : Gérard Haddad, ingénieur agronome, psychiatre et psychanalyste français.
- 26 juin : Tom van Flandern (mort en 2009), astronome américain.

- 2 juillet : Georgi Ivanov, cosmonaute bulgare.
- 20 juillet :
  - Martine Segalen (morte en 2021), ethnologue française.
  - Bernard Raveau, chercheur en science des matériaux français.
- 23 juillet : Daniel Goldin (mort en 2001), administrateur de la NASA de 1992 à 2001.
- 30 juillet : Clive Sinclair (mort en 2021), entrepreneur et inventeur britannique.
- 10 août : Peter William Atkins, chimiste et professeur de chimie britannique.
- 11 août : Jean-Claude Ribes, astronome français, directeur de l'observatoire de Lyon.
- 23 août : Thomas Steitz, biologiste moléculaire américain, prix Nobel de chimie en 2009.

- 4 septembre : George Boolos (mort en 1996), logicien, philosophe et mathématicien américain.
- 6 septembre : Elwyn Berlekamp, mathématicien et informaticien américain.
- 12 septembre : Roger Crouch, astronaute américain.
- 25 septembre : Roger Bouillon (mort en 2008), spéléologue, préhistorien et archéologue français.
- 27 septembre : Kenneth Binmore, économiste et théoricien des jeux américain.
- 28 septembre : Alexandre Ivantchenkov, cosmonaute soviétique.

- 3 octobre : Walter Alvarez, géologue américain.
- 4 octobre : Michel Volle, économiste et statisticien français.
- 6 octobre :
  - Manfred Bietak, archéologue et égyptologue autrichien.
  - John Warnock (mort en 2023), informaticien américain cofondateur d'Adobe Systems.
- 15 octobre : Peter Doherty, chirurgien vétérinaire et biologiste australien, prix Nobel de physiologie ou médecine en 1996.
- 16 octobre : Norman Clermont, archéologue québécois.
- 26 octobre : Guennadi Strekalov (mort en 2004), cosmonaute soviétique.

- 1er novembre : Guy Paillotin, ingénieur et chercheur français.
- 6 novembre : Masaaki Kimura, géologue et professeur japonais.
- 8 novembre : Charles T. Kowal, astronome américain.
- 13 novembre : Saul Kripke (mort en 2022), philosophe et logicien américain.
- 25 novembre : Reinhard Furrer (mort en 1995), spationaute allemand.
- 26 novembre : Gianni De Michelis, homme politique italien.
- 30 novembre : Mike Melvill, astronaute commercial américain.

- 2 décembre : Franklin Leonard Pope (mort en 1895), ingénieur, explorateur et inventeur américain.
- 8 décembre : Jean-Baptiste Humbert, archéologue français.
- 11 décembre : Eduardo Matos Moctezuma, archéologue mexicain.
- 14 décembre : Sérgio Trindade (mort en 2020), ingénieur chimiste et chercheur brésilien.

- Kamoya Kimeu, paléoanthropologue kenyan.

## Décès

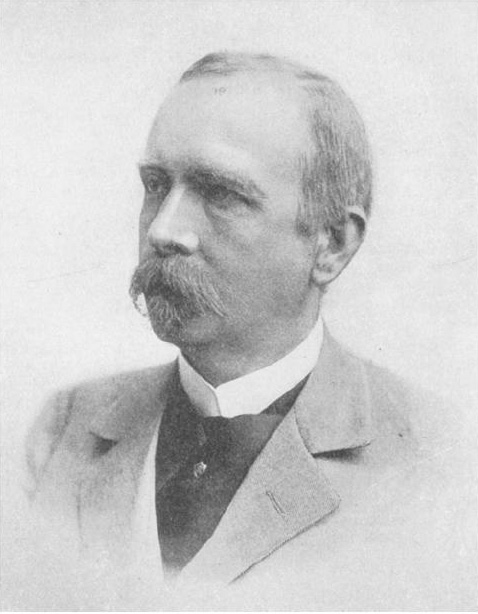
Waldemar Christopher Brøgger

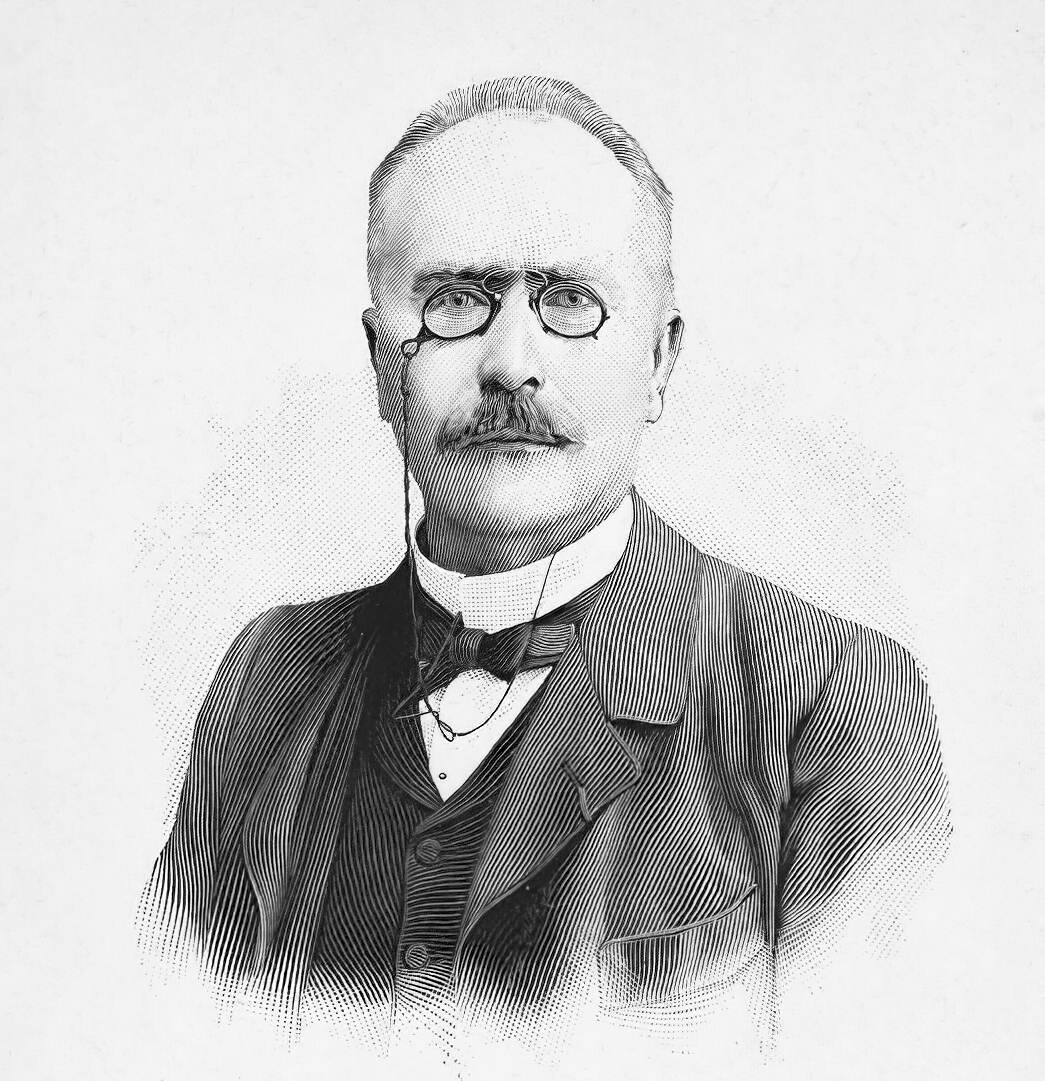
Édouard Branly

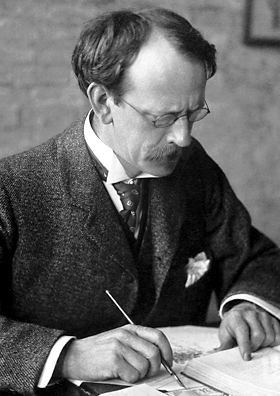
Joseph John Thomson

- 4 janvier : Humbert Monterin, (né en 1887), géophysicien et glaciologue valdôtain.
- 14 janvier : Edmund Neison (né en 1849), astronome anglais.
- 20 janvier : Alexandre Desgrez (né en 1863), médecin, chimiste, hydrologiste et climatologue français.
- 17 février : Waldemar Christofer Brøgger (né en 1851), géologue norvégien.
- 28 février : Alexandre Besredka (né en 1870), médecin et biologiste français, d'origine russe.

- 15 mars : Nae Ionescu (né en 1890), philosophe, logicien, journaliste, professeur d’université et mathématicien roumain.
- 16 mars : Thomas Heath (né en 1861), haut fonctionnaire britannique, connu pour ses travaux sur l'histoire des mathématiques de la Grèce antique.
- 24 mars : Édouard Branly (né en 1844), physicien et médecin français, pionnier de la télégraphie sans fil.

- 21 avril : Alphonse Seyewetz (né en 1869), chimiste français.
- 25 avril : Wilhelm Dörpfeld (né en 1853), architecte allemand, connu pour sa contribution à l'archéologie mycénienne et classique.
- 26 avril : Carl Bosch (né en 1874), ingénieur et chimiste allemand.
- 12 juin : William Lashly (né en 1867), marin britannique de la Royal Navy et explorateur polaire.
- 14 juin : William Edmund Harper (né en 1878), astronome canadien.
- 17 juin : Arthur Harden (né en 1865), biochimiste anglais.
- 19 juin : Gilbert Vieillard (né en 1899), ethnologue et linguiste français.
- 24 juin : Alfred Fowler (né en 1868), astronome britannique.
- 27 juin : Harry Burton (né en 1879), égyptologue et photographe britannique.

- 26 juillet : Henri Gadeau de Kerville (né en 1858), zoologiste, botaniste, spéléologue et archéologue français.
- 28 juillet : Pierre Marty (né en 1868), naturaliste, géologue et botaniste français.

- 2 août : Jules-Louis Breton (né en 1872), inventeur  organisateur de la recherche et homme politique français.
- 4 août : James Flack Norris (né en 1871), chimiste américain.
- 5 août : Frederick Cook (né en 1865), explorateur polaire américain.
- 22 août : Oliver Lodge (né en 1851), physicien britannique.
- 28 août : Charles Nordmann (né en 1881), astronome français.
- 30 août : Joseph John Thomson (né en 1856), physicien anglais, prix Nobel de physique en 1906.
- 31 août : Raymond Smith Dugan (né en 1878), astronome américain.

- 14 septembre : Émile Argand (né en 1879), géologue suisse.
- 19 septembre : Charles Gabriel Seligman (né en 1873), anthropologue, médecin et chercheur britannique.
- 21 septembre : Jean-Vincent Scheil (né en 1858), assyriologue et archéologue français.
- 24 septembre : Edmund von Lippmann (né en 1857), historien des sciences et chimiste allemand.
- 8 octobre : Robert Emden (né en 1862), météorologue et astrophysicien suisse.
- 11 octobre : Vito Volterra (né en 1860), mathématicien et physicien italien.
- 24 octobre : Pierre Weiss (né en 1865), physicien français.

- 17 novembre : Raymond Pearl (né en 1879), statisticien et biologiste américain.
- 16 décembre : Eugène Dubois (né en 1858), anatomiste néerlandais.